# Flodskogssångare
Ej att förväxla med flodsångare (Locustella fluviatilis).
Flodskogssångare (Myiothlypis rivularis) är en fågel i familjen skogssångare inom ordningen tättingar.

## Utseende och läte
Flodskogssångaren är en brunaktig skogssångare med tydlig huvudteckning likt en vireo: kraftigt vitt ögonbrynstreck kontrasterande mot svartkantad grå hjässa. Ovansidan är övervägande olivgrön, undersidan beigefärgad. Nordliga fåglar saknar svarta kanten på hjässan och är mer kanelbeige på undersida och i ögonbrynsstrecket. Sången består av en stigande serie mycket ljudliga visslingar.

## Utbredning och systematik
Flodskogssångare delas upp i tre underarter med följande utbredning:
- M. r. mesoleuca – östra Venezuela till Guyana och norra Brasilien
- M. r. rivularis – östra Paraguay till sydöstra Brasilien och nordöstra Argentina
- M. r. boliviana – förberg i Bolivia (La Paz, Cochabamba, Santa Cruz och Tarija)

Sedan 2016 urskiljer Birdlife International och naturvårdsunionen IUCN mesoleuca som den egna arten Myiothlypis mesoleucus. 

## Levnadssätt
Flodsskogssångaren hittas i skogar intill rinnande vattendrag. Där ses den födosöka på marken.

## Status
IUCN bedömer hotstatus för underartsgrupperna (eller arterna) var för sig, båda som livskraftiga.